# Owoce jabłkowate

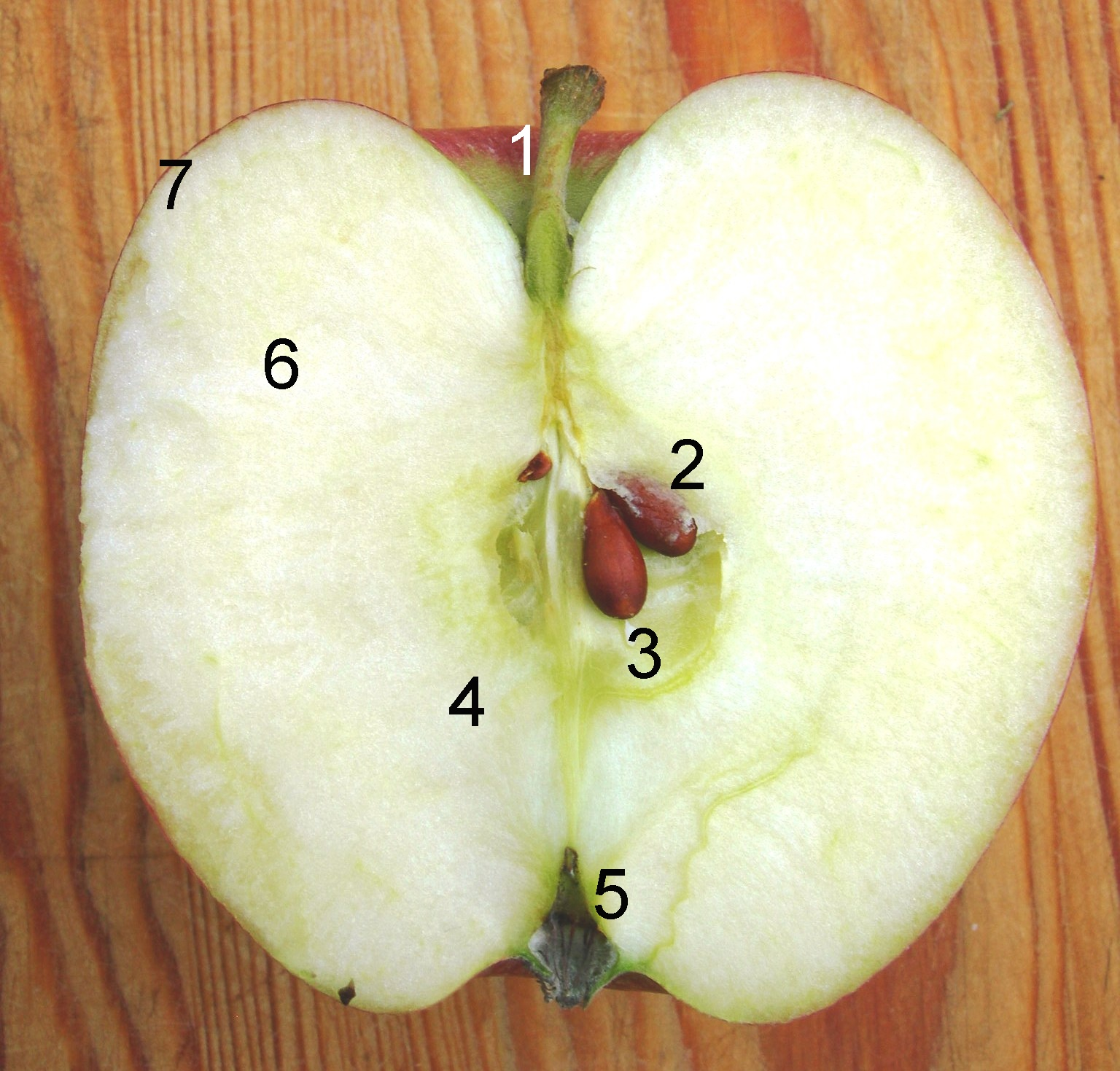
Przekrój jabłka:
1- szypułka,
2 - nasiono,
3 - łuski gniazda nasiennego,
4 - komora nasienna,
5 - kielich i zagłębienie kielichowe,
6 - miąższ,
7 - skórka.

Owoce jabłkowate (owoce ziarnkowe) – mają wielokomorowy, skórzasty endokarp z niewielką liczbą nasion i silnie rozbudowany mezokarp – podwójnego pochodzenia (część wewnętrzna pochodzi z zalążni, a część zewnętrzna pochodzi z dna kwiatowego). Z punktu widzenia botanicznego owoce jabłkowate są owocami rzekomymi.
Najbardziej znanym przykładem owocu jabłkowatego są owoce jabłoni i gruszy, istnieje jednak wiele gatunków spotykanych także w Polsce, które mają tego typu owoce, a są to: irga, głóg, nieszpułka, nieśplik japoński, jarząb, ognik, pigwa pospolita, pigwowiec, świdośliwa, aronia.